# بين سي. هينلي
بين سي. هينلي هو محامي وسياسي أمريكي، ولد في 7 أكتوبر 1907 في St. Joe, Arkansas ‏ في الولايات المتحدة، وتوفي في 7 نوفمبر 1987. نشط حزبياً في الحزب الجمهوري.